# Struct (мова програмування C)
У мові програмування C struct — ключове слово, яке використовують для визначення складеного типу даних (запису)  –  розташованого в пам'яті іменованого набору значень. Це дозволяє отримати доступ до різних значень через один ідентифікатор (часто вказівник). Структура може містити дані різних типів. Наприклад, структура клієнта банку може містити поля: ПІБ, адреса, телефон, баланс.
Структура займає суцільний блок пам'яті, зазвичай вирівняний за межами слів. Аналогічна функція доступна в деяких асемблерах для процесорів Intel. Отже, кожне поле в ній розташоване з певним фіксованим зміщенням від початку.
Оператор sizeof, як і для примітивного типу даних, повертає кількість байтів, необхідних для збереження структури. Вирівнювання окремих полів у структурі (відносно меж слів) залежить від реалізації та може включати доповнення. Сучасні компілятори зазвичай підтримують директиву #pragma pack, яка встановлює розмір у байтах для вирівнювання.
Функцію C struct запозичено з однойменної концепції в ALGOL 68.

## Оголошення
Синтаксис для оголошення структури розглянемо на простому прикладі:
```
struct
 
tag_name
 
{

   
type
 
member1
;

   
type
 
member2
;

};

```

tag_name у деяких випадках зазначати не обов'язково.

## typedef
За допомогою ключового слова typedef на тип структури можна посилатися без використання ключового слова struct. Однак деякі посібники зі стилю програмування не радять цього, стверджуючи, що це може спричинити плутанину типів.

Наприклад:
```
typedef
 
struct
 
tag_name
 
{

   
type
 
member1
;

   
type
 
member2
;

}
 
thing_t
;

thing_t
 
thing
;

```

У коді C++ typedef не потрібне, оскільки типи, визначені за допомогою struct є частиною звичайного простору назв, тому тип можна називати або struct thing_t або thing_t.

## Ініціалізація
Три способи ініціалізації структури розглянемо на прикладі такого типу:
```
struct
 
point_t
 
{

   
int
 
x
;

   
int
 
y
;

};

```

Коли можна задати суміжні члени, використовують ініціалізатори у стилі C89:
```
struct
 
point_t
 
a
 
=
 
{
 
1
,
 
2
 
};

```

Для несуміжного або непорядкового списку членів можна використати іменований стиль ініціалізатора. Наприклад:
```
struct
 
point_t
 
a
 
=
 
{
 
.
y
 
=
 
2
,
 
.
x
 
=
 
1
 
};

```

Якщо задано ініціалізатор або якщо об'єкт виділено статично, пропущені елементи ініціалізуються нулями.

Третій спосіб ініціалізації структури полягає в тому, щоб скопіювати значення наявного об'єкта того ж типу:
```
struct
 
point_t
 
b
 
=
 
a
;

```

## Копіювати
Стан структури можна скопіювати в інший примірник. Для копіювання байтів блоку пам'яті компілятор може використовувати memcpy().
```
struct
 
point_t
 
a
 
=
 
{
 
1
,
 
3
 
};

struct
 
point_t
 
b
;

b
 
=
 
a
;

```

## Вказівники
Для посилання на struct за її адресою можна використовувати вказівники. Це корисно для передання структури у функцію, щоб уникнути витрат на копіювання структури. Оператор -> розіменовує вказівник (лівий операнд) і отримує доступ до значення члена структури (правий операнд).
```
struct
 
point_t
 
point
 
=
 
{
 
3
,
 
7
 
};

int
 
x
 
=
 
point
.
x
;

point
.
x
 
=
 
10
;

struct
 
point_t
 
*
pp
 
=
 
&
point
;

x
 
=
 
pp
->
x
;

pp
->
x
 
=
 
8
;

```

## В інших мовах

### C++
У C++ struct по суті така ж, як і в C. Крім того, class — це те саме, що й struct, але з іншою типовою видимістю: члени класу за замовчуванням є приватними, тоді як члени структури — публічними.

### .NET
Мови .NET мають структуру даних, подібну до struct у C, яка в C# має назву struct, а у Visual Basic.NET — Structure). Вона надає багато можливостей класу, але діє як значеннєвий, а не посилальний тип. Наприклад, під час передавання .NET struct у функцію, значення копіюється, тому зміни вхідного параметра не впливають на передане значення.